# Gurkovo (huyện)
Gurkovo là một huyện thuộc tỉnh Stara Zagora, Bungaria. Dân số thời điểm năm 2001 là 5676 người.